# Анисифоров, Виктор Матвеевич
Ви́ктор Матве́евич Ани́сифоров (19 января 1922, Петроград, РСФСР — 6 января 2004, Северодонецк, Луганская область, Украина) — советский футболист, нападающий. Участник Великой Отечественной войны.
Воспитанник сталинградского футбола В. М. Анисифоров начал свою футбольную карьеру в 1945 году в клубе «Стахановец» из Сталино (ныне футбольный клуб «Шахтёр», Донецк), в дальнейшем играл за различные клубы в первой группе чемпионата СССР. Завершил карьеру игрока в 1960 году в составе команды «Химик» из Северодонецка.

## Биография
Воспитанник сталинградского футбола. В 1945 году в возрасте 23 лет стал игроком команды второй группы первенства СССР «Стахановец» из Сталино, отстав от своей воинской части. В дебютном для себя сезоне Анисифоров провёл за команду пять встреч, в которых дважды отметился голами. Также Виктор принял участие в двух матчах Кубка СССР. Первая игра состоялась 25 сентября против минского «Динамо» и закончилась победой «Стахановца» со счётом 4:3. Следующая игра прошла в рамках 1/8 финала турнира и закончилась поражением со счётом 2:3 от ленинградского «Динамо».
В 1946 году Анисифоров стал игроком сталинградского «Трактора», который выступал в первой группе чемпионата страны. В составе сталинградцев Анисифоров провёл 13 встреч и забил два мяча (во 2-м и 14-м турах в ворота московских команд «Крыльев Советов» и «Торпедо»). В кубке Виктор провёл один матч, завершившийся поражением его команды от московских «Крыльев Советов» со счётом 1:2.
После двухлетнего перерыва, в 1949 году, Анисифоров вернулся в Сталино, но, проведя всего один матч в первой группе чемпионата СССР, по окончании сезона покинул команду. В дальнейшем Виктор выступал за кадиевский «Шахтёр», ростовский РоДКА СКВО, грозненское «Динамо» и таганрогские «Крылья Советов».
В 1952 году Анисифоров отметился забитым мячом в розыгрыше первенства РСФСР. 18 сентября он в составе нальчикского «Спартака» поразил ворота грозненского «Нефтяника». Завершил карьеру игрока в 1960 году в составе команды «Химик» из Северодонецка.
6 мая 1963 года провёл матч «Химик» (Северодонецк) — «Буревестник» (Мелитополь) 1/4 зонального турнира кубка СССР в качестве помощника главного судьи.
Скончался 6 января 2004 года в возрасте 81 года. 29 апреля 2013 года в донецком центральном парке культуры и отдыха состоялось открытие берёзовой аллеи памяти, посвящённой 32 футболистам «Стахановца» — участникам Великой Отечественной войны. Среди них есть имя Виктора Анисифорова.

## Награды
12 ноября 1988 года В. М. Анисифоров был награждён орденом Отечественной войны II степени.

## Статистика выступлений
| Клуб                 | Сезон | Чемпионат | Чемпионат | Чемпионат | Кубок | Кубок | Всего | Всего |
| Клуб                 | Сезон | Уров.     | Игры      | Голы      | Игры  | Голы  | Игры  | Голы  |
| -------------------- | ----- | --------- | --------- | --------- | ----- | ----- | ----- | ----- |
| Стахановец (Сталино) | 1945  | II        | 22        | 1         | 2     | 0     | 7     | 2     |
| Трактор (Сталинград) | 1946  | I         | 13        | 2         | 1     | 0     | 14    | 2     |
| Шахтёр (Сталино)     | 1949  | I         | 1         | 0         | 0     | 0     | 1     | 0     |
| Спартак (Нальчик)    | 1952  | ?         | 1*        | 1*        | 0     | 0     | 1*    | 1*    |
| Всего                | Всего | Всего     | 37*       | 4*        | 3     | 0     | 40*   | 4*    |